# 1515
1515 је била проста година.

## Догађаји

### Март
- 10. март — Битка код Новиграда (1515)

### Датум непознат
- Википедија:Непознат датум — Ђорђа Кратовца, су Турци живог спалили у Софији.

## Смрти

### Јануар
- 1. јануар — Луј XII, француски краљ

### Децембар
- Википедија:Непознат датум — Бартоломео Колумбо, млађи брат Кристифора Колумба.
- Википедија:Непознат датум — Пеја, српски свештеник из Софије.